# Stea compactă

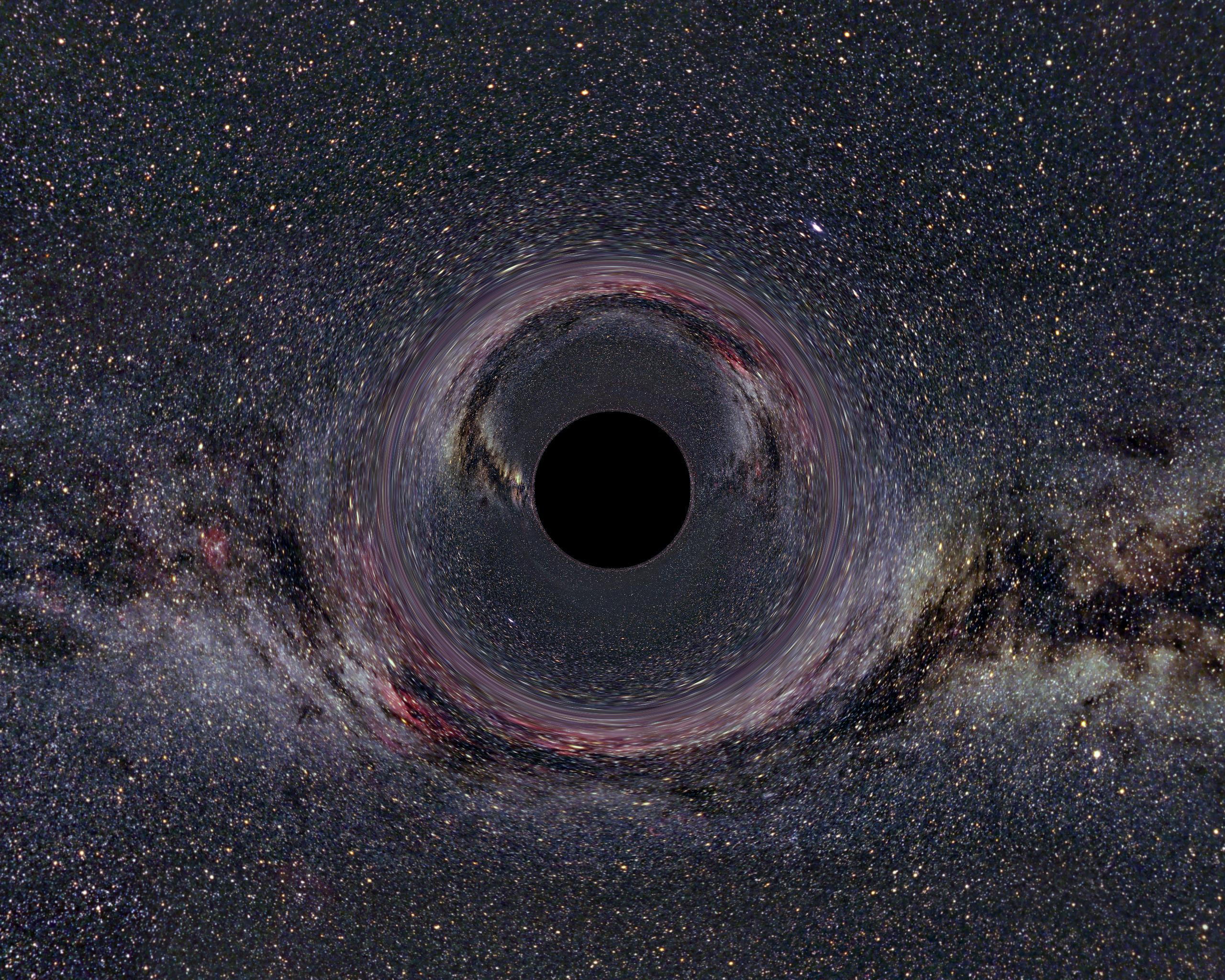
Un exemplu de stea compactă este gaura neagră.

În astronomie, termenul de stea compactă (câteodată și obiect compact) este folosit pentru a face referire colectivă la piticele albe, stelele neutronice, alte stele exotice dense și găuri negre. Majoritatea stelelor compacte sunt la capătul evoluției stelare și astfel sunt denumite și resturi stelare; forma resturilor stelare depinde în primul rând de masa stelei când aceasta s-a format. 